# Isimud
Isimud, o també Ushmu en accadi, i Izzummi en hurrita, va ser un déu de la mitologia sumèria que actuava com a missatger o assistent diví (sukkal) d'Enki (Ea) i que apareix representat com un home amb dues cares que miren en direccions oposades.
Isimud, segons la narració sumèria Enki i Ninhursag, va aconsellar a Enki que mantingués relacions sexuals amb la seva filla Ninsar amb la que va tenir Ninkurra i més tard, Enki es va relacionar amb Ninkurra de la que va néixer Uttu. També apareix a altres llegendes, com l'Enuma Elix i l'Atrahasis, on explica el destí que tindrà el món.
No s'han trobat temples dedicats a aquesta divinitat, encara que els textos rituals indiquen que era adorat a Uruk i Babilònia. També formava part dels panteons de la religió hurrita i de la religió hitita.
La seva representació s'ha comparat amb una iconografia similar a la del posterior déu romà Janus, sense que pugui establir-se si existeix una relació entre ambdues divinitats.